# Thomas Hutchcroft
Thomas „Tom“ Hutchcroft ist ein britischer Mathematiker.

## Leben
Hutchroft promovierte 2017 an der University of British Columbia bei Asaf Nachmias und Omer Angel. Danach war er an der Universität Cambridge, seit 2021 ist er Professor am California Institute of Technology.
Er arbeitet über diskrete Wahrscheinlichkeitstheorie im Zusammenhang mit mathematischer Physik, Gruppentheorie, Ergodentheorie, metrischer Geometrie und Kombinatorik. Mit Angel, Nachmias und Ray bewies er eine (probabilistische) Verallgemeinerung des Satzes von Koebe-Andreev-Thurston über Existenz von Kreispackungen auf zufällige unendliche Graphen. Mit Hermon arbeitete er über Kantenperkolation auf nicht-mittelbaren Graphen.
2024 erhielt er den EMS-Preis für „revolutionary contributions to probability theory and geometric group theory, in particular to percolation theory on general graphs, using tools from geometry, operator theory, group theory and functional analysis“ (recolutionäre Beiträge zur Wahrscheinlichkeitstheorie und geometrischen Gruppentheorie, insbesondere zur Perkokatiosntheorie auf allgemeinen Graphen, unter Benutzung von Werkzeugen aus Geometrie, Operatorentheorie, Gruppentheorie und Funktionalanalysis). Für 2025 wurde ihm ein Whitehead-Preis der London Mathematical Society zugesprochen.

## Schriften (Auswahl)
- mit O. Angel, A. Nachmias, G. Ray: Unimodular hyperbolic triangulations: circle packing and random walk. Invent. Math. 206, No. 1, 229–268 (2016).
- mit G. Pete: Kazhdan groups have cost 1. Invent. Math. 221, No. 3, 873–891 (2020).
- Nonuniqueness and mean-field criticality for percolation on nonunimodular transitive graphs. J. Am. Math. Soc. 33, No. 4, 1101–1165 (2020).
- mit J. Hermon: Supercritical percolation on nonamenable graphs: isoperimetry, analyticity, and exponential decay of the cluster size distribution. Invent. Math. 224, No. 2, 445–486 (2021).